# Brännberga
Ska ej blandas ihop med Brännberg.
Brännberga (fi. Kulomäki) är ett bosättningsområde i stadsdelen Korso i Vanda stad, Södra Finlands län. 
Bebyggelsen i Brännberga består främst av höghus byggda på 1970-talet. Det finns en liten bybutik, en kiosk, ett daghem och ett lågstadium i området. Dessutom finns det ett område som tar emot överskottsjord vilket sakteliga bildar en konsgjord kulle. 